# 5e bataillon de volontaires de Seine-et-Marne
Le 5e bataillon de volontaires de Seine-et-Marne, était une unité militaire de l’armée française créée sous la Révolution française. Il fut également appelé 5e bataillon de la République.

## Création et différentes dénominations
Le 5e bataillon de volontaires de Seine-et-Marne, également appelé 5e bataillon de la République, est formé à 8 compagnies, le 23 octobre 1792 à Paris :
- 1re compagnie d'infanterie destinée au camp de Paris formée le 31 août 1792
- 1re compagnie de volontaires de Melun, destinés à la défense de Paris formée le 3 septembre 1792
- Compagnie du district de Pithiviers formée le 3 septembre 1792
- Compagnie du district de Gien formée le 3 septembre 1792
- Compagnie destinée au camp de Paris formée le 6 septembre 1792
- Compagnie levée dans le district de Melun, formée le 7 septembre 1792
- 1re compagnie de Fédérés de Seine-et-Marne, formée le 10 septembre 1792, formée à Paris, caserne de la rue Verte, où ces fédérés

étaient réunis 
- 2e compagnie de Fédérés de Seine-et-Marne, formée le 10 septembre 1792, formée à Paris, caserne de la rue Verte, où ces fédérés

étaient réunis

## Historique des garnisons, combats et batailles

### 1792
Le 23 octobre 1792, le 5e bataillon de volontaires de Seine-et-Marne, fort de 660 hommes est casernés rue Verte. 
Un décret rendu par la Convention nationale, le 30 novembre 1792, prescrivit l'envoi d'une force armée à Chartres pour y rétablir l'ordre, qui était troublé. Le jour même, le 5e bataillon de Seine-et-Marne recevait une route pour partir le lendemain 1er décembre.
Le 3 décembre, le régiment arrive à destination où il séjourne jusqu'au 8 décembre.
Les troubles étant apaisés, on le dirige alors sur l'intérieur : il était à Montargis, le 10 décembre et à Blois le 28 décembre.

### 1793
Le 7 janvier 1793, le bataillon qui séjourne alors à Orléans reçoit l'ordre de gagner l'armée du Rhin.
Le 1er mars, il est à Landau et y demeure jusqu'au mois de janvier 1794.

### 1794
En janvier 1794, il quitte Landau pour Neuwiller puis il occupe Rubertrau et La Wantzenau au 1er avril et Haguenau en mai et juin. 
Le 23 prairial an II (11 juin 1794), faisant partie de la division Taponier et servant à l'armée de la Moselle, le 5e bataillon de la République est amalgamé avec 
- le 1er bataillon du 75e régiment d'infanterie (ci-devant Monsieur)
- Une partie de la garnison faite prisonnière à Mannheim lors de la reprise de la ville par les Autrichiens.
- le 3e bataillon de volontaires d'Indre-et-Loire

pour former la 139e demi-brigade de première formation.